# Єршов (місто)
Єршов  — місто (з 1965) в Росії, муніципальне утворення у складі Єршовського району Саратовської області.
Населення — 20 763.

## Історія
Єршов заснований в 1893 році у зв'язку з будівництвом Рязано-Уральської залізниці. Напередодні лютневої революції тут проживало 1200 жителів. Це в основному залізничники, робітники, вантажники і селяни.
В даний час Єршов є великим залізничним вузлом. Залізниця відходить і на захід — у напрямку до Саратова, Москви, і на схід — на Уральськ, Сибір і Середню Азію.

## Економіка
Серед основних промислових та переробних підприємств міста:
- локомотивне депо
- вагонне депо
- зерновий елеватор

Також в місті працюють великі підприємства:
- «Заволзькі електричні мережі», філія
- ремзавод «Кіровець»
- МТС «Агро»
- ДРСУ
- Лабораторія діагностики і ремонту світлової техніки «МЕХАНІК»
- Єршовська міжрайонна база постачання і ремонту «Агродеталь»
- торговельні підприємства: «Експерт», «Комп'юмаркет», «Каскад», мережа магазинів «Книжковий Світ», У місті розташована телерадіомачта висотою 350 м.

## Пам'ятки
На центральній площі міста розташовується меморіал, присвячений героям Радянсько-нацистської війни.
Поруч з локомотивним депо знаходиться «будинок господ машиністів» — пам'ятник архітектури початку XX століття. На привокзальній площі, що носить ім'я Г. К. Жукова — пам'ятник єршовцам, загиблим в роки Великої Вітчизняної війни. В центрі міста — пам'ятник загиблим в роки Громадянської війни.